# Amours déchus
Pour plus de détails, voir Fiche technique et Distribution.
Amours déchues (chinois : 地下情 ; pinyin : Dì Xià Qíng) est un film hongkongais réalisé par Stanley Kwan, sorti en 1986.

## Synopsis
Billie, Yuk-ping et Suk-ling sont trois amies qui essayent de devenir respectivement mannequin, actrice et chanteuse. Lors d'une soirée, elles rencontrent Tony Cheung, fils nonchalant d'un gros vendeur de riz. Lorsqu'une des femmes est assassinée, le détective Lan est chargé de l'enquête.

## Fiche technique
Sauf indication contraire, les informations mentionnées dans cette section peuvent être confirmées par la base de données cinématographiques IMDb,  présente dans la section « Liens externes ».
- Titre original : 地下情, Dì Xià Qíng
- Titre français : Amours déchus
- Titre international : Love Unto Waste
- Réalisation : Stanley Kwan
- Scénario : Tai An-Ping Chiu et Kit Lai
- Photographie : Johnny Koo
- Montage : Chow Seung Kang
- Musique : Violet Lam
- Pays d'origine : Hong Kong
- Format : Couleurs - 35 mm - 1,85:1 - Mono
- Genre :
- Durée : 96 minutes
- Dates de sortie :
  - Hong Kong : 30 août 1986
  - France : 10 avril 2024

## Distribution
- Irene Wan : Billie Yuen Bui-yee, la mannequin
- Elaine Jin : Liu Yuk-ping, l'actrice
- Tsai Chin : Chiu Suk-ling, la chanteuse
- Tony Leung Chiu-wai : Tony Cheung
- Chow Yun-fat : le détective Lan

## Distinctions

### Récompenses
- Hong Kong Film Awards 1987
  - Meilleur scénario
  - Meilleure actrice dans un second rôle pour Elaine Jin

### Nominations
- Hong Kong Film Awards 1987
  - Meilleur film
  - Meilleure réalisation
  - Milleur acteur pour Tony Leung Chiu-wai
  - Meilleur acteur dans un second rôle pour Chow Yun-fat
  - Meilleure actrice dans un second rôle pour Tsai Chin
  - Meilleure musique
  - Meilleure chanson

### Sélection
- Festival des 3 Continents 1987 : sélection en compétition